# Suisun City
Suisun City è una città degli Stati Uniti d'America, situata in California, nella contea di Solano.